# Mathiston
Mathiston és una població dels Estats Units a l'estat de Mississipi. Segons el cens del 2000 tenia 720 habitants.

## Demografia
Segons el cens del 2000, Mathiston tenia 720 habitants, 294 habitatges, i 194 famílies. La densitat de població era de 111,6 habitants per km².
Dels 294 habitatges en un 33% hi vivien nens de menys de 18 anys, en un 49,7% hi vivien parelles casades, en un 13,6% dones solteres, i en un 33,7% no eren unitats familiars. En el 32% dels habitatges hi vivien persones soles el 19,7% de les quals corresponia a persones de 65 anys o més que vivien soles. El nombre mitjà de persones vivint en cada habitatge era de 2,45 i el nombre mitjà de persones que vivien en cada família era de 3,11.
Per edats la població es repartia de la següent manera: un 27,8% tenia menys de 18 anys, un 9,9% entre 18 i 24, un 24,3% entre 25 i 44, un 22,1% de 45 a 60 i un 16% 65 anys o més.
L'edat mediana era de 36 anys. Per cada 100 dones de 18 o més anys hi havia 75,7 homes.
La renda mediana per habitatge era de 23.125 $ i la renda mediana per família de 28.889 $. Els homes tenien una renda mediana de 27.875 $ mentre que les dones 23.472 $. La renda per capita de la població era de 12.222 $. Entorn del 21,4% de les famílies i el 25,2% de la població estaven per davall del llindar de pobresa.

## Poblacions més properes
El següent diagrama mostra les poblacions més properes.